# Borowno (gmina w guberni piotrkowskiej)
Borowno (także Borowna) – dawna gmina wiejska istniejąca w XIX wieku w guberni piotrkowskiej. Siedzibą władz gminy było Borowno.
Za Królestwa Polskiego gmina Borowno należała do powiatu noworadomskiego (radomszczańskiego) w guberni piotrkowskiej.
Gminę zniesiono w 1868 roku, a Borowno znalazło się w gminie Kruszyna.